# New Hartford (Connecticut)
New Hartford is een plaats (town) in de Amerikaanse staat Connecticut, en valt bestuurlijk gezien onder Litchfield County.

## Demografie
Bij de volkstelling in 2000 werd het aantal inwoners vastgesteld op 6088.

## Geografie
Volgens het United States Census Bureau beslaat de plaats een oppervlakte van
98,8 km², waarvan 95,9 km² land en 2,9 km² water.

## Plaatsen in de nabije omgeving
De onderstaande figuur toont nabijgelegen 'incorporated' en 'census-designated' plaatsen in een straal van 16 km rond New Hartford.